# TD Overdrive: The Brotherhood of Speed
TD Overdrive: The Brotherhood of Speed (w Stanach Zjednoczonych TD Overdrive lub Test Drive) – komputerowa gra wyścigowa z serii Test Drive, wyprodukowana przez brytyjskie studio Pitbull Syndicate i wydana w 2002 roku przez Infogrames. Gra ukazała się na platformach PlayStation 2 i Xbox.
TD Overdrive: The Brotherhood of Speed jest grą przedstawioną w grafice trójwymiarowej, w której gracz bierze udział w wyścigach jako kierowca wybranego licencjonowanego samochodu. Wyścigi odbywają się w czterech wielkich miastach – Londynie, Tokio, San Francisco, Monte Carlo – stanowiąc zarazem tło fabularne dla historii kariery kierowcy z przypadku, który zastępuje na trasie mistrza kierownicy. Rozgrywka ogranicza się do poruszania się po ściśle określonych trasach ograniczonych tzw. niewidzialnymi ścianami.
TD Overdrive: The Brotherhood of Speed został przyjęty z rezerwą. W porównaniach z grami konkurencyjnych wytwórni Gran Turismo 3: A-Spec i Project Gotham Racing produkcja Pitbull Syndicate stawiana była na gorszej pozycji ze względu na niedomagania sztucznej inteligencji oraz stereotypową galerię postaci w trybie fabularnym.